# كرانيدي
كرانيديون (Κρανίδιον) هي مدينة في أرغوليس في مقاطعة كينتريكي إلادا في اليونان.